# (541024) 2017 YN14
(541024) 2017 YN14 es un asteroide perteneciente al cinturón de asteroides descubierto el 4 de septiembre de 2008 por el equipo del Spacewatch desde el Observatorio Nacional de Kitt Peak, Arizona, Estados Unidos.

## Designación y nombre
Designado provisionalmente como 2017 YN14.

## Características orbitales
2017 YN14 está situado a una distancia media del Sol de 2,644 ua, pudiendo alejarse hasta 3,297 ua y acercarse hasta 1,990 ua. Su excentricidad es 0,247 y la inclinación orbital 13,15 grados. Emplea 1570,35 días en completar una órbita alrededor del Sol.

## Características físicas
La magnitud absoluta de 2017 YN14 es 16,9. 